# گمینا لوین کوئوتسکی
گمینا لوین کوئوتسکی (به لهستانی:  Gmina Lewin Kłodzki) یک گمینا در لهستان است که در شهرستان کووزکو واقع شده‌است. گمینا لوین کوئوتسکی ۵۲٫۱۹ کیلومتر مربع مساحت و ۱٬۸۴۷ نفر جمعیت دارد.